# دارهمدان (السبرة)

تعديل مصدري - تعديل

دارهمدان محلة تابعة لقرية حلاكة، التابعة لعزلة مطاية بمديرية السبرة إحدى مديريات محافظة إب في الجمهورية اليمنية.، بلغ تعداد سكانها 155 حسب تعداد اليمن لعام 2004.